# Сып
Сып — река в России, протекает в Пермском крае. Устье реки находится в 95 км по левому берегу реки Ирень. Длина реки составляет 61 км.

## Притоки
- 21 км: Берёзовка
- 43 км: Курмакаш

## Данные водного реестра
По данным государственного водного реестра России относится к Камскому бассейновому округу, водохозяйственный участок реки — Сылва от истока и до устья, речной подбассейн реки — Кама до Куйбышевского водохранилища (без бассейнов рек Белой и Вятки). Речной бассейн реки — Кама.
Код водного объекта в государственном водном реестре — 10010100812111100013347